# Хруплявник полевой
Хруплявник полевой (лат. Polycnemum arvense) — вид травянистых растений рода Хруплявник (Polycnemum) семейства Амарантовые (Amaranthaceae).

## Ботаническое описание

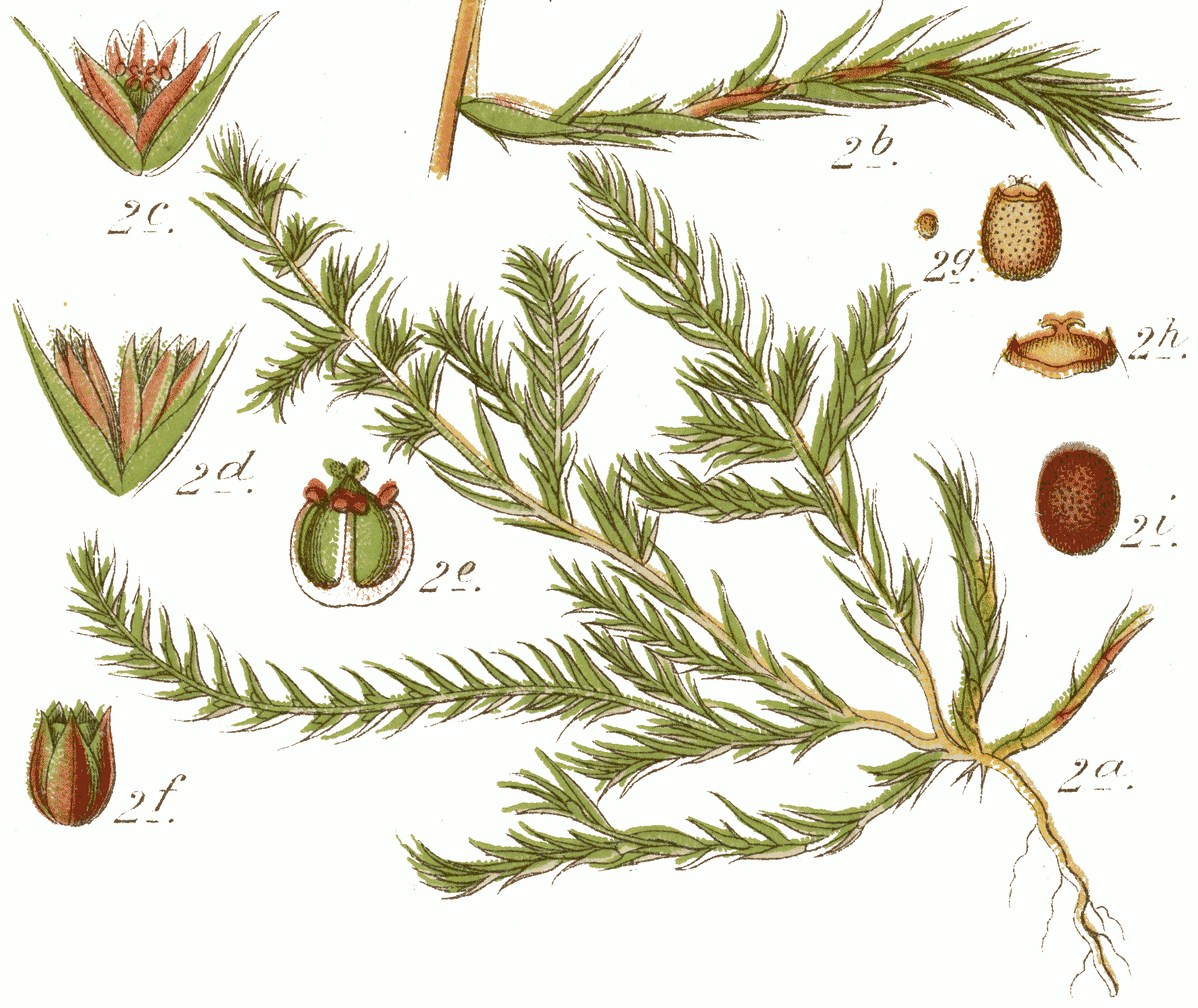

Однолетнее травянистое растение с сильно ветвистым, распростёртым по почве, реже прямостоячим, беловато-пушистым от мягких курчавых волосков, стеблем 5—20 см длиной. Листья гладкие, очерёдные, часто расположенные, мало отклонённые от ветвей, трёхгранно-шиловидные, на кончике шиловидно-заострённые, колючие, при основании несколько расширенные и здесь по краям беловато-плёнчатые, 2,5—10 мм длиной и ⅓—¾ мм шириной, на нижних ветвях иногда длиннее — до 15—17 мм длиной.
Цветки расположены поодиночке, реже по 2, в пазухах листьев и снабжены двумя беловато-плёнчатыми, яйцевидными, довольно быстро суженными и затем тонко заострёнными прицветниками около 1,5 мм длиной и 0,5 мм шириной. Околоцветник состоит из 5 прямостоячих плёнчатых и гладких, при плодах не изменяющихся листочков, из которых три шире двух остальных, яйцевидные, заострённые, одинаковой длины с прицветниками, до ⅔ мм шириной. Тычинок обычно 3, прикреплённых к тонкому кольцеобразному подпестичному диску. Пестик с коротким столбиком и двумя нитевидными рыльцами. Плод — яйцевидный пленчатый мешочек, сжатый в плоскости листа, в пазухе которого находится цветок, на верхушке с круглой, почти плоской площадкой, в центре которой возвышается столбик с рыльцами. Семя вертикальное, округло-овальное, сплюснутое, тёмно-бурое, на поверхности мелко-бугорчатое, 1¼ мм длиной и 1 мм шириной, с кольцеобразным, окружающим белок, зародышем.

## Распространение и экология
Европа, Западная Сибирь, Средняя и Центральная Азия. Встречается на каменистых склонах, залежах, сухих песчано-глинистых и сорных местах.

## Синонимы
- Polycnemum arvense var. macrophyllum Neilr. (1859)
- Polycnemum inundatum Schrank (1798)
- Polycnemum pumilum Hoppe ex Mert. & W.D.J.Koch (1823)
- Polycnemum recurvum Loisel. (1810)
- Polycnemum viaticum Pall. (1806)
- Polycnemum vulgare Pall. (1799)
- Rovillia glabra Bubani (1897)